# Колокольцев, Фёдор Николаевич
Фёдор Николаевич Колокольцев (1909—1994) — подполковник Советской Армии, участник Великой Отечественной войны, Герой Советского Союза (1943).

## Биография
Фёдор Колокольцев родился 31 мая 1909 года в селе Починки (ныне — Починковский район Нижегородской области). После окончания школы фабрично-заводского ученичества работал слесарем на заводе «Красное Сормово». Окончил комвуз, после чего находился на комсомольских и партийных должностях в Кваркенском районе Оренбургской области. В 1939—1940 годах служил в Рабоче-крестьянской Красной Армии, участвовал в боях советско-финской войны. 27 июня 1941 года Колокольцев повторно был призван в армию. С июля того же года — на фронтах Великой Отечественной войны. Принимал участие в боях на Западном, Центральном, Брянском, Юго-Западном, 1-м Украинском фронтах.
К сентябрю 1943 года капитан Фёдор Колокольцев был заместителем по политчасти командира батальона 151-го стрелкового полка 8-й стрелковой дивизии 13-й армии Центрального фронта. Отличился во время битвы за Днепр. 24 сентября 1943 года Колокольцев организовал изготовление и переправу своего батальона через Днепр в районе села Навозы (ныне — Днепровское Черниговского района Черниговской области Украины) и принял активное участие в боях за захват и удержание плацдарма, освобождении населённых пунктов Гдень и Верхние Жары Брагинского района Гомельской области Белорусской ССР. Впоследствии Колокольцев участвовал в форсировании Припяти и боях на плацдарме на её западном берегу.
Указом Президиума Верховного Совета СССР от 16 октября 1943 года за «отвагу и мужество, проявленные при форсировании Днепра» капитан Фёдор Колокольцев был удостоен высокого звания Героя Советского Союза с вручением ордена Ленина и медали «Золотая Звезда» за номером 2208.
После окончания войны Колокольцев продолжил службу в Советской Армии. В 1948 году он окончил окружные курсы переподготовки политсостава. В 1957 году в звании подполковника Колокольцев вышел в отставку. Проживал и работал в Киеве. Скончался 7 января 1994 года, похоронен на Хованском Западном кладбище Москвы.
Был также награждён орденом Красного Знамени, двумя орденами Отечественной войны 1-й степени, орденом Красной Звезды, рядом медалей.